# متنهایم (راینلاند-فالتس)
متنهایم (به آلمانی: Mettenheim) یک شهر در آلمان است که در آلزی-ورمز واقع شده‌است. متنهایم ۱٬۵۷۳ نفر جمعیت دارد.